# Brachycyrtus eublemmae
Brachycyrtus eublemmae är en stekelart som först beskrevs av Rao 1953.  Brachycyrtus eublemmae ingår i släktet Brachycyrtus och familjen brokparasitsteklar. Inga underarter finns listade.